# C19H20O4
化学式C19H20O4（摩尔质量：312.36 g/mol）可能指：
- 邻苯二甲酸丁苄酯，CAS号：85-68-7
- 戊二酸二苄酯，CAS号：56977-08-3

|  | 这个同类索引页列出了具有相同分子式的化学物（即同分異構體）条目。 除非您是有意链接至本页，否则应将相应条目的内部链接指向正确的条目。 |